# Sons of Anarchy (banda sonora)
Sons of Anarchy utilitza sovint música per ajudar a mantenir l'atmosfera dels seus episodis. S'utilitza sobretot estil de rock&roll tradicional gravat per nous artistes menys coneguts. La banda sonora de Sons of Anarchy també se l'anomena Songs of Anarchy. A continuació es mostra una llista de les cançons usades durant la sèrie.

## Primera temporada
| Primera temporada | Primera temporada                   | Primera temporada           | Primera temporada |
| Episodi           | Autor                               | Cançó                       | Durada            |
| ----------------- | ----------------------------------- | --------------------------- | ----------------- |
| Intro             | Curtis Stigers & the Forest Rangers | This life                   | 2:22              |
| 1x01              | Year Long Disaster                  | Fool and You                | 2:39              |
| 1x01              | Black Rebel Motorcycle Club         | Stop                        |                   |
| 1x01              | Album Leaf                          | Writings on the Wall        |                   |
| 1x01              | Maylene and the Sons of Disaster    | Plenty Strong, Plenty Wrong | 2:42              |
| 1x01              | Lions                               | No Generation               | 3:17              |
| 1x01              | Lions                               | Machine                     | 3:11              |
| 1x01              | Fireball Ministry                   | Kick Back                   | 3:38              |
| 1x01              | Sun Kil Moon                        | Like the River              | 4:10              |
| 1x01              | Gia Ciambottie                      | Bobilicious                 | 5:02              |
| 1x01              | Campana de America                  | Tus Ojitos                  | 2:21              |
| 1x02              | Tarbox Ramblers                     | Already Gone                | 2:59              |
| 1x02              | Lonnie Brooks                       | Don't Take Advantage of Me  | 5:02              |
| 1x02              | Big George Jackson                  | If I Could Change           | 4:17              |
| 1x02              | Fu Manchu                           | Mongoose                    |                   |
| 1x02              | Katey Sagal                         | Son of a Preacher Man       | 3:13              |
| 1x03              | Cycle of Pain                       | 5                           | 4:00              |
| 1x03              | Big Linda                           | Get It While You Can        |                   |
| 1x03              | Daniella Cotton                     | Let It Ride                 | 4:36              |
| 1x04              | Austin Hanks                        | Alabama Clay                |                   |
| 1x04              | Lions                               | All Hail                    | 3:38              |
| 1x04              | Lions                               | Evil Eye                    | 3:52              |
| 1x04              | Mojo Monkeys                        | Eye of the Sun              |                   |
| 1x04              | Mojo Monkeys                        | Hang                        | 4:21              |
| 1x04              | Johnny Hickman                      | Lucky                       |                   |
| 1x04              | Mojo Monkeys                        | Mojo Man                    |                   |
| 1x04              | Clutch                              | Power Player                | 3:07              |
| 1x04              | Austin Hanks                        | Sucker Punch                |                   |
| 1x04              | Old Canes                           | Then Go On                  | 4:21              |

## Segona temporada
| Segona temporada | Segona temporada                     | Segona temporada            | Segona temporada |
| Episodi          | Autor                                | Cançó                       | Durada           |
| ---------------- | ------------------------------------ | --------------------------- | ---------------- |
| 2x01             | Anvil                                | Slip Kid                    | 3:50             |
| 2x01             | Five Horse Johnson                   | Fly Back Home               | 5:17             |
| 2x01             | Black Mountain                       | Wucan                       |                  |
| 2x01             | Blonde Acid Cult                     | Mad for You                 |                  |
| 2x01             | Imperial Crowns                      | Lil' Death                  |                  |
| 2x01             | Lions                                | Girl from the North Country | 4:12             |
| 2x01             | Marlene and the Sons of the Disaster | Step Up (I'm on It)         | 3:30             |

## Tercera temporada
| Tercera temporada | Tercera temporada                 | Tercera temporada   | Tercera temporada |
| Episodi           | Autor                             | Cançó               | Durada            |
| ----------------- | --------------------------------- | ------------------- | ----------------- |
| 3x01              | Joshua James & the Forest Rangers | No Milk Today       |                   |
| 3x01              | The Chimpz                        | Home Invasion       |                   |
| 3x01              | The Sadies                        | Sunset to Dawn      | 2:52              |
| 3x01              | Richard Thompson                  | Dad's Gonna Kill Me | 5:16              |
| 3x02              | The Celtic Rangers Family Singers | Into Thy Hands      |                   |